# 가리노촌 (도치기현)
가리노촌(일본어: 狩野村)은 일본 도치기현의 북동부, 나스군에 속했던 촌이다. 현재의 나스시오바라시의 일부에 해당한다.

## 역사
- 1889년 4월 1일 - 정촌제 시행에 의해 나스군 가리노촌이 성립하였다.
- 1955년 
  - 2월 11일 - 구 니시나스노정과 합병해 새로운 니시나스노정이 신설되었다.
  - 4월 1일 -  구 니시나스노정의 일부는 오타와라시에 편입되었다.